# Kleinwalsertal
Kleinwalsertal – dolina w północnej części Alp, należąca do Austrii, z możliwością dojazdu tylko z terenu Niemiec od północy, tym samym stanowiąca „praktyczną eksklawę” Austrii. Zanim Austria przyłączyła się do Unii Europejskiej, obszar posiadał status bezcłowy.
W dolinie znajdują się trzy wioski: Riezlern, Hirschegg, Mittelberg i na samym końcu drogi wioska Baad. Położone są na wysokości od ok. 1100 do 1250 m n.p.m.
Słynny ośrodek narciarski. Ze względu na położenie powyżej 1100 m n.p.m. w dolinie Kleinwalsertal panują bardzo dobre warunki do uprawiania narciarstwa biegowego. Dostępne są cztery trasy biegowe o łącznej długości 50 kilometrów. W całej dolinie udostępnionych jest ponad 10 tys. miejsc noclegowych.
Ukształtowanie terenu powoduje brak możliwości bezpośredniego dojazdu z innych części Austrii, przez to, do Kleinwalsertal można dojechać tylko przez Oberstdorf, pobliską wioskę w Niemczech.
Od 1991 Kleinwalsertal był w unii celnej z Niemcami, na granicy nie dokonywano kontroli i używano marki niemieckiej. W związku z tym, że Austria przyłączyła się do Unii Europejskiej w 1995 r. oraz przystąpiła do układu z Schengen (1997), a następnie wprowadziła euro (2002), obszar ten nie posiada już specjalnego statusu.

## Najważniejsze szczyty
- Hoher Ifen 2230 m n.p.m.
- Kanzelwand 2058 m n.p.m.
- Walmendinger Horn 1990 m n.p.m.
- Fellhorn 2038 m n.p.m.
- Elferkopf 2387 m n.p.m.
- Zwölfer (Walsertaler Berge) 2224 m n.p.m.
- Großer Widderstein 2533 m n.p.m.